# Limbă oligosintetică
O limbă oligosintetică (din greacă ὀλίγος, "puțin") reprezintă o tipologie lingvistică teoretică caracterizată de un set minim de morfeme - potențial doar câteva sute - care se combină sintetic pentru a forma expresii complexe. Acest concept a fost introdus de lingvistul Benjamin Lee Whorf la începutul secolului al XX-lea, în special în analiza sa a limbii nahuatl, dar a abandonat ideea. În ciuda atractivității sale teoretice, nicio limbă naturală nu a fost clasificată definitiv drept oligosintetică.
Benjamin Lee Whorf a propus conceptul de limbi oligosintetice în timpul studiilor sale asupra limbilor nativilor americani, în special a limbii nahuatl. El a sugerat că structura limbii nahuatl ar putea fi înțeleasă ca oligosintetică datorită utilizării unui set limitat de morfeme pentru a construi expresii complexe. El susține în continuare că este asemănător sistemului de rădăcini din limbile indo-europene precum sanscrita. Dar unde limbile indo-europene pot avea sute de rădăcini, fiecare cu sensul ei relativ vag, care are nevoie de mai mult context și alte morfeme pentru a dezambiguiza, aceste rădăcini în nahuatl pot fi mai departe descompuse în derivațiile lor. Whorf menționează că o analiză a acestor rădăcini și a părților lor constituente arată că probabil provin dintr-un set foarte limitat de secvențe monosilabice și subsilabice, care exprimă idei și concepte vagi și largi, a căror aspecte sunt scoase în evidență combinându-le una cu alta într-o manieră sintetică.
Cu toate acestea, cercetările lingvistice ulterioare nu au susținut această clasificare. Majoritatea lingviștilor clasifică limba nahuatl și limbile similare drept polisintetice sau aglutinante, observând că acestea posedă un set mai mare de morfeme decât ar fi de așteptat într-o limbă oligosintetică.

## Definiție și caracteristici
Limbile oligosintetice se disting prin faptul că se bazează pe un număr foarte limitat de morfeme, care sunt cele mai mici unități de sens. Aceste morfeme sunt combinate în diverse moduri pentru a crea cuvinte care pot exprima idei complexe sau propoziții întregi. Această abordare pune accentul pe sintetism ridicat, în care sensul fiecărui cuvânt este derivat în mod transparent din părțile sale constituente.
Caracteristicile cheie includ:
- inventar minim de morfeme: un set mic de morfeme, posibil doar câteva zeci.

- sintetism ridicat: cuvintele sunt formate prin combinarea morfemelor într-un mod în care semnificațiile lor sunt ușor de interpretat.

## Limbi oligosintetice artificiale
Deși nicio limbă naturală nu a fost catalogată ca oligosintetică, conceptul a fost abordat de creatorii de limbi artificiale sau e folosit pentru a descrie limbi fictive, precum Newspeak din romanul 1984de George Orwell.

### aUI
aUI este o limbă filozofică, a priori creată în anii 1950 de către W. John Weilgart, un psihanalist și filozof austriac din Viena. Scopul limbii era să faciliteze comunicația între oameni, dar și cu alte ființe inteligente, adoptând motto-ul „pace prin înțelegere”, drept care este considerată și o limbă auxiliară (alte exemple fiind Esperanto, Ido, etc.).
Experimentul său consta în facilitarea unei gândiri mai conștiente, deoarece limba este construită dintr-un set propus de elemente primitive, posibil universale, care sunt concepute pentru a reflecta o relație motivată, mnemonică între simbol, sunet și semnificație. aUI este construit pe baza unui set de prime semantice universale propuse sau elemente de semnificație care sunt combinate –analog elementelor atomice din tabelul periodic al elementelor– pentru a crea „molecule de semnificație”. Fiecare „element de sens” este reprezentat atât de un morfem, cât și de un fonem, toate fiind motivate de relația lor intuitivă cu realitatea. Weilgart a constatat că aceste concepte fundamentale se află la un nivel atât de elementar încât probabil că nu pot fi definite prin concepte mai simple. Relația motivată dintre morfologie, fonologie și semantică înseamnă că, în cazul în care cuvintele arată și sună similar, ele au, de asemenea, semnificații similare; cuvintele omofone devin sinonime. Limba are un set de 31 de morfeme-foneme cu o însemnătate asociată:
| Sens          | Morfem-fonem    | AFI                                            |
| ------------- | --------------- | ---------------------------------------------- |
| spațiu        | a               | /a/                                            |
| mișcare       | e               | /e/                                            |
| lumină        | i               | /ɪ/ or /i/                                     |
| viață         | o               | /o/                                            |
| om            | u               | /u/                                            |
| timp          | A               | /a:/                                           |
| materie       | E               | /e:/                                           |
| sunet         | I               | /i:/                                           |
| sentiment     | O               | /o:/                                           |
| spirit/minte  | U               | /u:/                                           |
| condiție      | Ø (în trecut Q) | /œ/ sau /ø:/                                   |
| negație       | Y               | /y/ înainte de consoane; /j/ înainte de vocale |
| împreună      | b               | /b/                                            |
| existență     | c               | /ʃ/                                            |
| prin          | d               | /d/                                            |
| acest/aceasta | f               | /f/                                            |
| înăuntru      | g               | /ɡ/                                            |
| întrebare     | h               | /h/                                            |
| egal          | j               | /ʒ/                                            |
| peste         | k               | /k/                                            |
| în jurul      | L               | /l/                                            |
| calitate      | m               | /m/                                            |
| cantitate     | n               | /n/                                            |
| înainte       | p               | /p/                                            |
| pozitiv       | r               | /ʀ/ sau /r/                                    |
| obiect/lucru  | s               | /s/                                            |
| înspre        | t               | /t/                                            |
| active        | v               | /v/                                            |
| putere        | w               | /w/                                            |
| relație       | x               | /x/                                            |
| parte         | z               | /z/                                            |

Exemple de cuvinte:
| Compunere | Morfologie                | AFI    | Sens            |
| --------- | ------------------------- | ------ | --------------- |
| io        | lumină-viață              | /io/   | plantă          |
| iO        | lumină-sentiment/senzație | /io:/  | vedere          |
| iOv       | vedere-acțiune/verb       | /io:v/ | a vedea         |
| fu        | acest-om                  | /fu/   | eu, pe mine, mă |
| bu        | împreună-om               | /bu/   | tu              |
| bru       | împreună-bun-om           | /bʀu/  | prieten         |
| brU       | împreună-bun-spirit       | /bʀu:/ | pace            |

### Ygyde
Ygyde este o limbă artificială oligosintetică dezvoltată în colaborare de Andrew Nowicki și Patrick Hassel-Zein, cu scopul de a crea un mijloc de comunicare logic, precis și extrem de regulat. Proiectul are la bază o abordare sistematică a lexicului și gramaticii, inspirată de ideea unei limbi universale care poate fi învățată rapid și utilizată eficient în contexte tehnologice sau științifice. Lexicul limbii Ygyde este derivat dintr-un tabel de morfeme de bază, cunoscut sub numele de „tabelul de prefixe”, ce conține rădăcini cu sensuri atomice, predefinite. Spre deosebire de aUI, rădăcinile nu sunt bazate pe un singur fonem. Aceste rădăcini sunt combinate pentru a forma cuvinte complexe, într-o manieră complet regulată și predictibilă. Are o gramatică mult mai complexă ca aUI, și un inventoriu de morfeme și rădăcini mai mare, pentru că nu se constrânge cu conceptul de morfem-fonem, drept care morfemele pot fi formare din mai multe foneme, crescând numărul de posibilități.
Deși Ygyde poate fi scris cu alfabetul latin, creatorii oferă un sistem cu 32 de logograme, astfel încât orice caracter să poată fi codat în 5 biți (2⁵ = 32 de valori posibile cu 5 biți): 6 vocale, 15 consoane, un caracter de oprire, 8 numere, punct zecimal, spațiu și caracterul opțional „h”. Nu există niciun mod de a reprezenta majuscule.
| Compunere | Morfologie                      | Sens       |
| --------- | ------------------------------- | ---------- |
| aniga     | adjectiv-secret-bani            | corupt     |
| ofyby     | substantiv-spumă-mâncare        | pâine      |
| igugo     | verb-lichid-gaz                 | a vaporiza |
| ybuwufe   | substantiv-mort-chimicală-pudră | otravă     |

### Toki Pona
Toki Pona ([ˈtoki ˈpona]) este o limbă artificială minimalistă, creată de lingvista și traducătoarea canadiană Sonja Lang în 2001. Cu un vocabular de aproximativ 120-137 de rădăcini lexicale și doar 14 foneme, Toki Pona a fost concepută pentru a exprima idei complexe prin mijloace simple, inspirându-se din filosofia taoistă și ipoteza Sapir-Whorf. Deși Toki Pona are un vocabular restrâns și utilizează compunerea pentru a extinde sensurile (de exemplu, „jan utala” înseamnă „războinic” sau „soldat”), nu se bazează pe morfeme atomice care se combină sintetic, așa cum se întâmplă în limbile oligosintetice propriu-zise.
Toki Pona este o limbă izolantă, fără flexiuni sau afixe, iar sensurile sunt determinate în mare parte de context și de ordinea cuvintelor, dar și cu particule precum „la” (introduce un subiect) sau „e” (introduce . Această structură o apropie mai mult de limbile analitice precum limbile chineze decât de cele sintetice.